# Les Essarts, Eure

Les Essarts este o comună în departamentul Eure, Franța. În 1 ianuarie 2018 avea o populație de 438 de locuitori.